# Linnaemya ruficornis
Linnaemya ruficornis là một loài ruồi trong họ Tachinidae.